# Otar Ioseliani
Otar Ioseliani (ოთარ იოსელიანი, 2. února 1934, Tbilisi – 17. prosince 2023) byl gruzínský filmový režisér, působící ve Francii, představitel nekomerčního autorského filmu.

## Život a kariéra
Absolvoval hudební konzervatoř v Tbilisi, poté studoval na Lomonosovově univerzitě matematiku, odkud přešel na Všesvazový státní institut kinematografie (VGIK), kde byl žákem Olexandra Dovženka. Poté, co byl jeho satirický školní film Duben zakázán, opustil školu a pracoval jako dělník v železárnách, zkušenosti z tohoto prostředí využil v dokumentu Litina, po kterém se mu roku 1965 podařilo konečně získat vysokoškolský titul.
Jeho poetika byla ovlivněna českou novou vlnou: používal civilní až dokumentaristický filmový jazyk, místo lineárního děje stavěl vyprávění na poetických nebo absurdně komických útržcích všedního života, jeho hrdiny byli mladí lidé, obtížně se přizpůsobující pragmatickému okolí, jako mladý novátorský technolog ve vinařských závodech ve filmu Když padá listí (1966) nebo bohémsky rozevlátý hudebník v následujícím snímku Žil zpívající drozd (1970). Jeho film Idyla (1976), ironicky konfrontující městskou a venkovskou mentalitu, nebyl schválen do sovětské distribuce, teprve v roce 1982 se směl zúčastnit festivalu v Berlíně. Od roku 1979 režisér žil na Západě, kam ho Eduard Ševardnadze poslal na legální pracovní cestu.
Prvním Ioselianiho filmem ve francouzštině byl snímek Milenci Luny (1984), humorné podobenství o konzumním způsobu života založeném na neustálých podvodech, po kterém byl Ioseliani přirovnáván k Jacquesovi Tatimu. Jeho filmy, které natáčí podle vlastních scénářů, jsou pomalé, pocitové, s excentrickými hrdiny, jemný humor je založen na smyslu pro životní paradoxy. Atmosféru jeho filmů dokresluje náladová hudba, kterou tvoří gruzínský skladatel Nikola Zurabišvili. Ve filmu Budiž světlo zobrazil příchod civilizace do africké vesnice, Hon na motýly se odehrává ve zchátralém šlechtickém sídle na jihu Francie, jehož osudy symbolizují postupný úpadek evropské kulturní tradice. Hrdina filmu Ráno v Benátkách se marně snaží vzbouřit proti každodennímu stereotypu, Podzimní zahrady jsou příběhem politika, který se po odchodu z funkce učí žít jako obyčejný člověk, v autobiografickém filmu Chantrapas se Ioseliani vrací k okolnostem svého odchodu na Západ.
Byl členem poroty na festivalu Berlinale (1986) a Moskevském filmovém festivalu (1995). V roce 2007 navštívil pražský festival Febiofest, kde mu byla udělena cena Kristián za přínos světové kinematografii. V roce 2008 poskytl rozhovor ukrajinskému časopisu 2000, v němž kritizoval ruskou vládu za podporu jihoosetinských separatistů a označil Rusko za tradičního nepřítele Gruzínců.

## Filmografie
- 1958 – Akvarel
- 1961 – Aprili (Duben)
- 1966 – Když padá listí (Giorgobistve), Cena FIPRESCI, Cannes
- 1970 – Žil zpívající drozd (Iko shashvi mgalobeli)
- 1976 – Pastorali (Idyla)
- 1984 – Les favoris de la lune (Milenci Luny), Zvláštní cena poroty, Benátky
- 1989 – Et la lumière fut (A budiž světlo)
- 1992 – La chasse aux papillons (Hon na motýly)
- 1994 – Seule, Georgie (Pouze Gruzie)
- 1996 – Brigands, chapitre VII (Loupežníci, kapitola VII), ruská národní cena Nika
- 1999 – Sbohem, můj sladký domove (Adieu, plancher des vaches!), Cena Louise Delluca
- 2002 – Ráno v Benátkách (Lundi matin), Stříbrný medvěd, Berlinale
- 2006 – Podzimní zahrady (Jardins en automne), Zvláštní cena poroty v Mar del Plata
- 2010 – Chantrapas, nominace za Gruzii na Oscara
- 2015 – Zimní píseň (Chant d'hiver)